# Дзюба, Артём Сергеевич
Артём Серге́евич Дзю́ба (род. 22 августа 1988[…], Москва) — российский футболист, нападающий «Акрона» и сборной России. Является лучшим бомбардиром в истории российского футбола, чемпионатов России и сборной России.
Четырёхкратный чемпион России (2018/19, 2019/20, 2020/21, 2021/22), трёхкратный обладатель Кубка России (2014, 2016, 2020), четырёхкратный обладатель Суперкубка России (2015, 2016, 2020, 2021). Участник чемпионатов Европы 2016 и 2020 годов и чемпионата мира 2018 года. Заслуженный мастер спорта России (2018).

## Ранние годы
Отец Сергей Владимирович Дзюба — уроженец города Лубны Полтавской области Украинской ССР, работал милиционером, играл в футбол в областных турнирах нападающим, затем вратарём. Мать, Светлана Александровна, родилась в Цивильске, Чувашия, работала продавщицей в продуктовом магазине в Москве, в районе станции метро «Щёлковская», затем стала там заместителем директора. В этом же магазине она и познакомилась с будущим мужем. Семья Дзюбы была небогатой: первоначально они жили в коммуналке в Потаповском переулке и лишь потом купили квартиру в районе Новокосино. Помимо Артёма у семьи в 1992 году родилась дочь Ольга.
В возрасте 8 лет Дзюба пришёл в академию «Спартака», куда его пригласил после просмотра Александр Ярцев, сын Георгия Ярцева. В 2005 году перешёл во взрослую команду «Спартака» и начал выступать за дублирующий состав по рекомендации Евгения Сидорова. Своими успехами в дубле заслужил право тренироваться с основным составом.

## Клубная карьера

### «Спартак» (Москва)
За «Спартак» дебютировал в 2006 году в матче Кубка России против «Урала», а в чемпионате России дебют состоялся в 12-м туре, в матче с раменским «Сатурном» (1:1) — вышел на поле на 71-й минуте, заменив Никиту Баженова. Впервые в основном составе «красно-белых» Дзюба появился в ответном матче Кубка России против «Урала». В сезоне 2006 провёл 8 матчей за основной состав команды, голов не забивал.

#### Сезон 2007
В 2007 году Дзюба начал стабильно играть в основном составе, провёл 27 матчей во всех турнирах и забил 5 голов. Первый гол забил 15 апреля в 5 туре в игре с «Томью». С командой стал серебряным призёром чемпионата. Единственный гол в чемпионате забил в ворота «Томи» (1:1) и спас «Спартак» от поражения.
В Кубке УЕФА дебютировал 29 ноября в матче со «Спартой» (0:0), был заменён на 78-й минуте. Первый гол в еврокубках забил 19 декабря в матче с «Тулузой» на 61-й минуте с пенальти.
Принимал участие в юношеском чемпионате Европы 2007 года и забил 2 мяча в дебютном матче против сборной Германии, что не спасло россиян от поражения в том матче; команда выступила на том турнире неудачно, не сумев выйти из группы.

#### Сезон 2008
Сезон Артём снова начал запасным. В чемпионате он сыграл 16 игр, но ни одну из них не провёл полностью. 23 августа Дзюба забил свой единственный гол в чемпионате в ворота московского «Динамо», что позволило «Спартаку» уйти от поражения.
В единственном кубковом матче этого года, проведённом 6 августа против брянского «Динамо», Артём забил два мяча и тем самым вывел «Спартак» в 1/8 финала, где его соперником стало московское «Динамо».
В заключительном матче группового этапа Кубка УЕФА против «Тоттенхэма» Артём забил два мяча, но англичанам удалось сравнять счёт, и «Спартак» не смог продолжить борьбу за трофей.

#### Аренда в «Томь»
2009 год Артём начал в московском «Спартаке», но отыграл за него лишь первый круг, сыграв 8 матчей и забив два мяча в ворота подмосковного «Сатурна» и томской «Томи».
В том же сезоне у одноклубника Дзюбы, Владимира Быстрова, на сборах в Австрии было украдено из номера 23 тысячи рублей. Сам Владимир обнаружил эту сумму в карманах Артёма. Позже Дзюба сказал, что его подставили, и называл Быстрова «изделием номер 23». В этом конфликте «Спартак» встал на сторону Быстрова, в результате чего Дзюба был отдан в аренду в Томск.
Второй круг Дзюба играл за «Томь». 3 октября в матче против всё того же подмосковного «Сатурна» Артём отметился дублем. 29 ноября он забил гол в ворота самарских «Крыльев». Всего в сезоне 2009 года Артём провёл 18 матчей и забил 5 мячей.
В 2010 году снова перешёл на правах аренды в «Томь», где наряду с Сергеем Корниленко стал основным форвардом команды. Довольно хорошо проявил себя, забив 10 голов за сезон. По окончании сезона вернулся в «Спартак».

#### Сезон 2011/2012

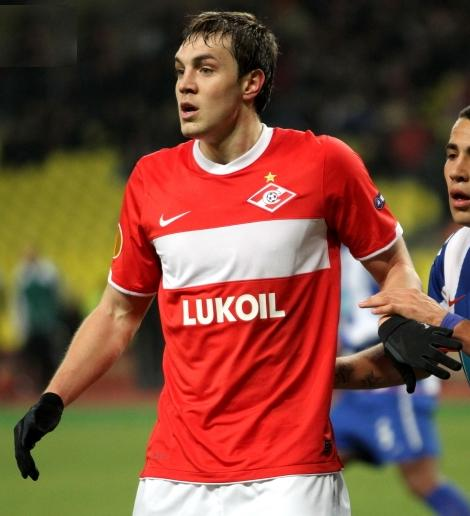
Дзюба в составе «Спартака»

Следующие два сезона были успешными для игрока. Дебютной игрой в сезоне для Дзюбы стал матч Лиги Европы против швейцарского «Базеля», в котором «Спартак» одержал волевую победу со счётом 3:2, один из мячей забил Артём. В ответной игре с «Базелем» Артём не реализовал множество моментов, но всё же в этой игре он отметился голевой передачей на Эйдена Макгиди, который вырвал ничью в матче (1:1), а по сумме двух игр «Спартак» выиграл со счётом 4:3 и вышел в 1/8 финала Лиги Европы.
3 марта в 1/8 финала Кубка России против новосибирской «Сибири» после передачи Эмина Махмудова Артём открыл счёт своим голам в кубковых матчах 2011 года, «Спартак» в этой игре одержал победу со счётом 2:0 и вышел в 1/4 финала.
14 апреля в ответном матче 1/4 финала Лиги Европы против «Порту» Дзюба забил гол и сделал голевую передачу, но «Спартаку» это не помогло — он проиграл 2:5 и не прошёл в 1/2 финала.
24 апреля 2011 года забил победный гол в ворота «Спартака-Нальчика». Оформил дубль 21 мая 2011 года в игре с «Краснодаром». В итоге матч завершился победой «Спартака» (4:0). 21 августа спас свою команду от поражения, забив на 53 минуте ответный гол в ворота нальчикского «Спартака».
28 апреля 2012 забил гол на 43 минуте в ворота ЦСКА, однако «Спартак» уступил со счётом 1:2. 6 мая впервые вышел на поле с капитанской повязкой в гостевом матче с «Зенитом», в том матче «Спартак» выиграл 3:2. 13 мая забил один из голов в ворота «Локомотива» и помог «Спартаку» пробиться в Лигу чемпионов, ещё один гол забил Марек Сухи.

#### Сезон 2012/2013
Следующий сезон «Спартак» начал под руководством испанского тренера Унаи Эмери. Несмотря на то, что Дзюба получал достаточно много игрового времени, первый гол в сезоне он сумел забить лишь 29 сентября, поразив ворота «Амкара». Вскоре после удачного старта результаты «красно-белых» стали ухудшаться, а Дзюба перестал попадать в стартовый состав команды, уступая место Эммануэлю Эменике.
25 ноября 2012 года после крупного поражения от «Динамо» (1:5) Дзюба назвал главного тренера Эмери «тренеришкой», в этот же день испанец был уволен, а место главного тренера команды вновь занял Валерий Карпин. При Карпине Дзюба сумел вернуться в стартовый состав, однако улучшить свою результативность нападающий не сумел, до конца сезона отличившись лишь раз в матче с «Зенитом».

#### Аренда в «Ростов»
В связи с тем, что Валерий Карпин решил в новом сезоне играть по схеме 4-3-3, Дзюбе при этой расстановке была бы уготована роль запасного, и 1 июля 2013 года игрок на правах аренды перешёл в футбольный клуб «Ростов». 15 июля 2013 года в своём дебютном матче за новый клуб против «Терека» Дзюба забил два гола и помог своей команде добиться победы. 27 июля в поединке против «Томи» Артём сделал хет-трик и возглавил список лучших бомбардиров чемпионата. Всего в первых 5 матчах за «Ростов» в чемпионате России забил 7 мячей. Затем результативность форварда снизилась и по итогам первого круга (15 матчей) на его счету было 10 голов. 8 ноября, в первом матче второго круга, Дзюба в гостях дважды забил «Уралу» и вернул себе единоличное лидерство в списке бомбардиров сезона с 12 мячами. А по итогам сезона Дзюба с 17 мячами стал вторым бомбардиром чемпионата, уступив лидерство ивуарийскому нападающему ЦСКА Сейду Думбия. Также с «Ростовом» Дзюба выиграл свой первый трофей, выиграв по итогам сезона Кубок России.

#### Сезон 2014/2015
После удачного сезона в «Ростове» Дзюба вновь вернулся в «Спартак» и в первом матче чемпионата отличился двумя мячами в матче с «Рубином». Во втором туре в дерби против «Динамо» Артём вновь забил два гола и помог своей команде одержать волевую победу. 23 августа в гостевом матче пятого тура с «Уфой» Артём сделал третий «дубль» в четырёх матчах, в итоге «Спартак» победил со счётом 1:2. Однако после яркого старта результативность Дзюбы спала и следующий гол он сумел забить лишь в ноябре, в рамках четырнадцатого тура, поразив ворота «Мордовии». В октябре 2014 года в СМИ появилась информация о том, что Дзюба отклонил предложение «Спартака» о продлении контракта, истекающего в июне 2015 года. В ноябре президент «Спартака» Леонид Федун рассказал что Артём отклонил уже три предложения по новому контракту, а также что новых предложений Дзюбе не будет. В связи с этим появилась информация о возможном переходе нападающего в московский «Локомотив», однако Леонид Федун и президент «Локомотива» Ольга Смородская эту информацию не подтвердили. В конце января 2015 появилась информация, что контракт на 5 лет с зарплатой 3,3 миллиона евро в год Дзюбе предложил «Зенит».

### «Зенит» (СПб)

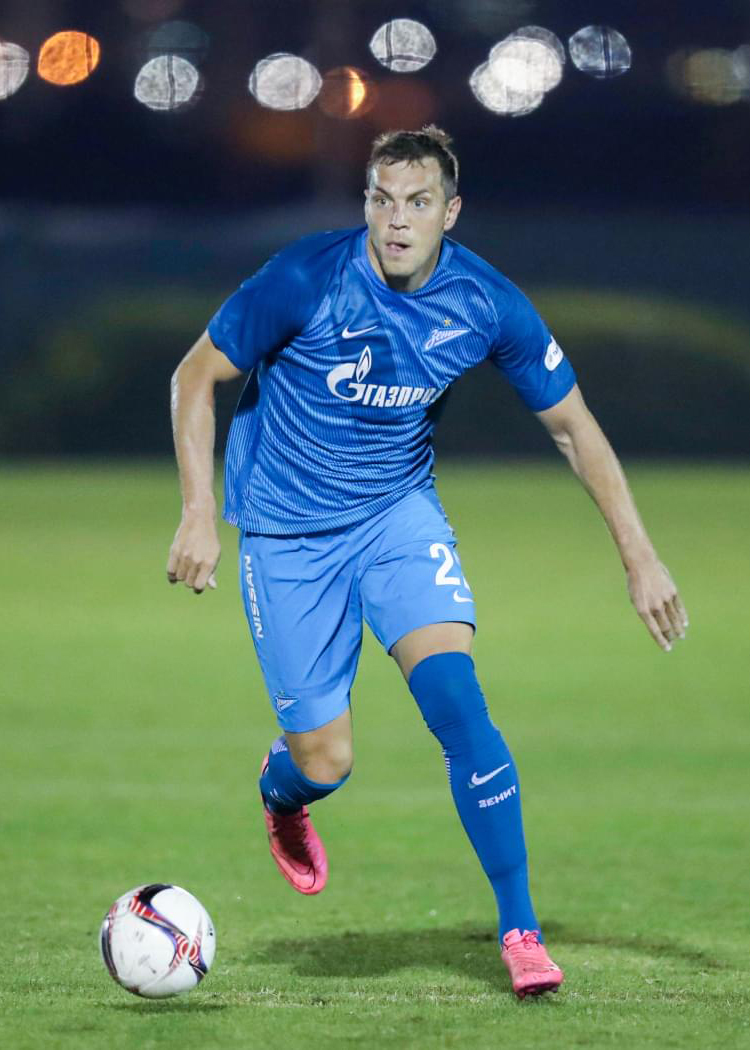
Дзюба в составе «Зенита»

6 февраля 2015 года было объявлено, что Дзюба подписал контракт с петербургским «Зенитом». По его условиям игрок должен был присоединиться к команде с 1 июля 2015 года, а зарплата Дзюбы составила 3,3 млн евро в год. До перехода Дзюбы из «Спартака» в «Зенит» игрок был переведён в дубль, и в его услугах на правах аренды заинтересовался тульский «Арсенал» при условии, если игрок будет получать всю или часть зарплаты в «Спартаке» или «Зенит» оплатит аренду Дзюбы «Арсеналом». Однако, «Спартак» решил не отпускать игрока за игровой практикой в «Арсенал». «Зенит» также сам хотел взять Дзюбу в бесплатную аренду, но при этом полностью взять на себя выплату зарплаты игрока. Это предложение и другое — об аренде за более чем полмиллиона евро — были отвергнуты. В последний день зимнего трансферного окна «Спартак» снова отдал Дзюбу в аренду «Ростову» с компенсацией около миллиона евро и без возможности принимать участие в игре «Ростова» против «Спартака».
19 июля в матче против московского «Динамо» Артём дебютировал за новую команду в чемпионате. В этом поединке он заработал пенальти, который реализовал Халк. Через неделю в матче против «Урала» Дзюба забил свой первый гол за «Зенит». 1 августа в поединке против грозненского «Терека» Артём получил перелом носа в столкновении с Адилсоном.
26 сентября поразил ворота «Спартака», сравняв счёт после передачи Олега Шатова и принеся «Зениту» ничью (2:2). Выступая за «Зенит» в Лиге Чемпионов 2015/16, установил рекорд по числу голов, забитых россиянами в рамках одного сезона, — 6 голов в групповой стадии турнира. 9 апреля 2016 года забил 100-й гол в карьере, поразив ворота «Амкара».
В начале 2017 года был выбран вице-капитаном команды. 19 ноября 2017 года сыграл в матче с «Тосно», проведя 100-й матч в составе петербургской команды. В дальнейшем был выведен из состава команды и не участвовал в её первом сборе в январе 2018 года. По итогам сезона принял участие в 24 матчах и забил два мяча.

#### Аренда в тульский «Арсенал»
По ходу сезона 2017/2018, Дзюба окончательно потерял место в стартовом составе «Зенита». В результате 31 января 2018 года он был отдан в аренду до конца сезона в тульский «Арсенал». 9 марта Артём забил первый гол за «канониров», поразив ворота «Амкара». Будучи в аренде Дзюба 22 апреля принял участие против своего действующего клуба «Зенита», в котором отметился голевой передачей, а на последних минутах отметился забитым голом, принеся своей команде ничью, матч закончился со счётом 3:3.

#### Возвращение из аренды
Летом 2018 года после окончания чемпионата мира и аренды в «Арсенале» вернулся в «Зенит». В первом туре сезона 2018/19 забил победный гол в ворота «Енисея» и был признан лучшим игроком тура по версии РПЛ. За Дзюбу проголосовало 29,46 % всех опрошенных. Также появлялась информация об интересе к Дзюбе со стороны «Бордо» и «Галатасарая».
16 августа в матче 3-го квалификационного раунда Лиги Европы впервые в своей карьере сделал хет-трик в еврокубках, а «Зенит» добился победы в дополнительное время над «Динамо» из Минска со счётом 8:1, уступив в первом матче 0:4. В матче 25 тура против «Динамо» забил свой 100-й гол в рамках РПЛ.
4 мая 2019 года после окончания 27 тура «Зенит» досрочно стал победителем РПЛ сезона 2018/19. Артём Дзюба впервые в своей карьере стал чемпионом России.
Покинул команду по окончании сезона 2021/22, в последнем матче появился в образе Дэдпула. Впоследствии объяснял уход странным новым контрактом, нежеланием оставаться и превращением «Зенита» Санкт-Петербург в «Зенит» Рио-де-Жанейро или Сан-Паулу

### «Адана Демирспор»
В августе 2022 года Дзюба перешёл из «Зенита» в турецкий клуб «Адана Демирспор». 22 августа в дебютном матче против «Фенербахче» отличился забитым голом. В ноябре 2022 года покинул клуб по соглашению сторон.
После ухода из турецкого клуба интерес к футболисту проявляли «Торпедо», «Урал», «Пари Нижний Новгород».

### «Локомотив» (Москва)
8 февраля 2023 года перешёл в московский «Локомотив» на правах свободного агента, подписав контракт до конца сезона. 4 марта 2023 года в дебютном матче чемпионата — в гостях против «Ростова» — оформил хет-трик; затем был признан игроком месяца в РПЛ. 1 апреля 2023 года в выездном матче с «Пари Нижний Новгород» сделал дубль. 25 мая 2023 года продлил контракт с «Локомотивом» до лета 2024 года с возможностью продления ещё на один сезон. 29 мая 2024 года «Локомотив» объявил об уходе Дзюбы, он покинул клуб на правах свободного агента. Всего за клуб провёл 39 матчей, забил 12 мячей и отдал девять результативных передач.

### «Акрон»
12 сентября 2024 года стал игроком тольяттинского «Акрона», заключив контракт до конца сезона 2024/25.
7 декабря в матче 18 тура премьер-лиги Дзюба забил второй гол своей бывшей команде «Зенит» и помог «Акрону» взять 3 очка. Хотя он не стал праздновать гол, в конце января он назвал это взятие ворот «лучшим моментом в карьере».
В марте 2025 года Дзюба забил 234-й гол в своей карьере, побив рекорд Александра Кержакова и став лучшим бомбардиром в истории российского футбола.

## Карьера в сборной

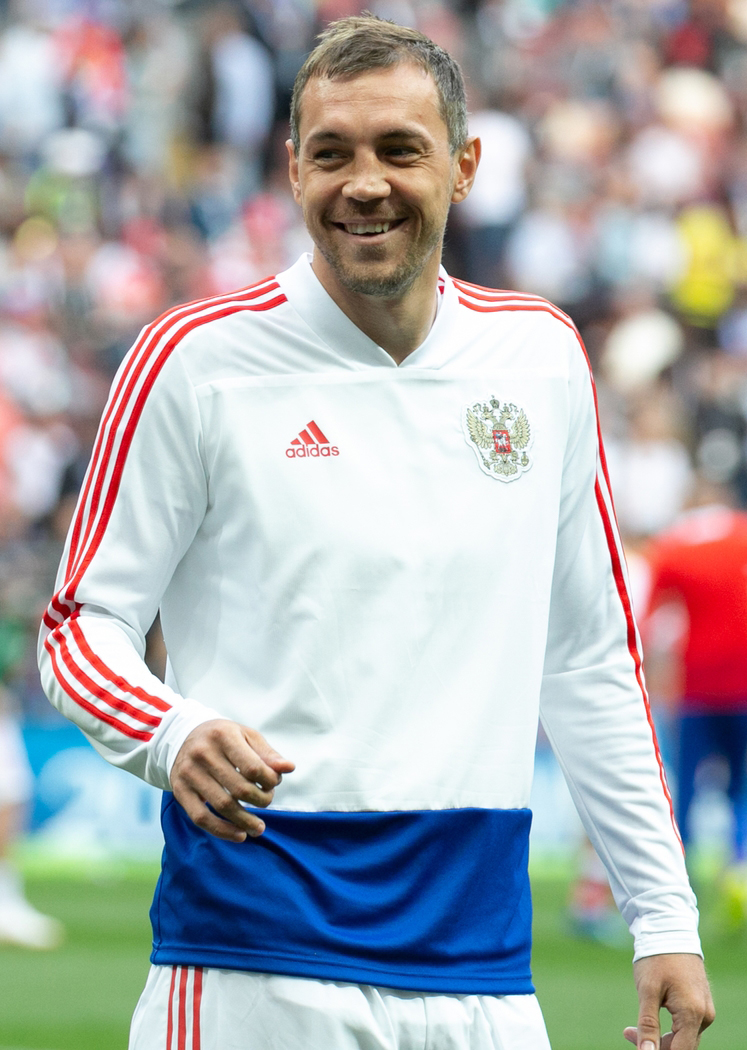
Артём в составе сборной России

В 2009 году вызывался в молодёжную сборную России. Всего за неё он провёл 9 матчей и забил 4 гола.
В 2011 году получил вызов в созданную вторую сборную России. В ноябре этого же года был вызван в основную сборную России на товарищеский матч с Грецией, где дебютировал в составе национальный команды, проведя первый тайм.
Дзюба был кандидатом на участие в чемпионате Европы 2012 года, но не попал в заявку из-за необходимости иметь баланс по позициям, а также из-за того, что не вписывался в тактическую систему Адвоката.
14 ноября 2012 года провёл второй матч за сборную против сборной США, где сумел заработать пенальти, реализованный Романом Широковым.
В отборочном турнире ЧМ-2014 вышел на поле единственный раз — в августе 2013 года — против Северной Ирландии. На сентябрьские матчи 2013 года Фабио Капелло не включил его в состав сборной. 12 мая 2014 года был включён в расширенный список кандидатов на поездку в Бразилию на чемпионат мира, однако 16 мая переведён в резерв.
После удачного старта клубного сезона 2014/15 за «Спартак» (6 голов в 5 матчах) Дзюба вновь был вызван в состав сборной, и 8 сентября 2014 года в отборочном матче чемпионата Европы 2016 против команды Лихтенштейна он забил свой первый мяч за национальную команду. 12 октября в отборочном поединке против сборной Молдовы Артём заработал пенальти и сам его реализовал.
Следующий мяч за сборную забил почти год спустя — 5 сентября 2015 года на 38-й минуте домашнего матча в ворота сборной Швеции, что принесло сборной России победу (1:0). Через три дня забил 4 мяча в гостевом матче против Лихтенштейна (7:0) и заработал пенальти, доведя число своих голов в отборочном турнире до 7. Дзюба стал вторым футболистом в истории сборной СССР/России, кому удалось забить более трёх мячей в одной игре. Первым был Олег Саленко, забивший пять мячей в ворота сборной Камеруна 28 июня 1994 года на чемпионате мира в США. В матче против Молдовы 9 октября 2015 года Дзюба забил свой 8-й гол в отборочном турнире и обновил рекорд сборной России по количеству голов в одном отборочном цикле.
Вошёл в заявку сборной России на чемпионат Европы во Франции в 2016 году. Принял участие во всех матчах сборной на групповом этапе. В плей-офф турнира команда не вышла.

### Чемпионат мира 2018
3 июня 2018 года был включён в окончательную заявку сборной на чемпионат мира в России. 14 июня в матче-открытии чемпионата, в котором Россия играла со сборной Саудовской Аравии, вышел на поле на 70-й минуте, заменив Фёдора Смолова, и через минуту забил гол. Главный тренер сборной России поздравил форварда своеобразным жестом, выполнив воинское приветствие. Позже сам нападающий стал подобным же образом праздновать забитые им голы. На вопрос, почему он празднует голы, демонстрируя воинское приветствие, Дзюба ответил:
Никакого скрытого смысла нет, я просто отдаю честь, ведь играю за свою страну. Служу России!
19 июня Дзюба забил один из мячей в победном матче против Египта (3:1).
1 июля в 1/8 финала, реализовав пенальти в конце первого тайма, стал автором важного мяча в ворота сборной Испании, позволившего сборной довести матч до серии пенальти и выйти в 1/4 финала. По итогам турнира Дзюба и Денис Черышев вошли в символическую команду из 11 футболистов, совершивших прорыв в игре на ЧМ-2018, по версии ESPN. На этом чемпионате мира он забил 3 гола и отдал 2 результативных передачи.

### После чемпионата мира
В сентябре 2018 года был выбран капитаном команды на время отсутствия в сборной Игоря Акинфеева на игру с Турцией в рамках розыгрыша Лиги наций. В этом матче сборная России одержала победу со счётом 2:1, а Дзюба забил победный мяч. После того, как Акинфеев объявил о завершении карьеры в сборной, Дзюба продолжил быть капитаном.
8 июня 2019 года в Саранске в отборочном матче Евро-2020 сделал второй покер в составе сборной России, четыре раза поразив ворота Сан-Марино (9:0). 10 октября 2019 года в «Лужниках» сделал во втором тайме дубль в ворота сборной Шотландии (4:0). Первый из этих двух голов стал для Дзюбы 22-м в составе сборной России, Артём обошёл по этому показателю Романа Павлюченко, больше за Россию забивали только Александр Кержаков (30) и Владимир Бесчастных (26). 3 сентября 2020 года, забив два гола в ворота сборной Сербии в матче Лиги наций 2020/21, догнал Бесчастных по голам за сборную.
На чемпионате Европы 2020 года Дзюба забил единственный свой гол с пенальти в матче группового этапа против Дании, который россияне проиграли 1:4. Несмотря на то, что Дзюба стал лидером группового этапа по числу выигранных верховых единоборств (25), после выбывания российской сборной из дальнейших соревнований он, как и многие другие игроки, подвергся резкой критике со стороны игроков, тренеров и болельщиков за провальную игру. Также за весь турнир Артём Дзюба семь раз попал в положение «вне игры». После поражения от Дании он в интервью телеканалу «Матч ТВ» принёс извинения за провальную игру, однако крайне резко высказался в адрес критиковавших сборную болельщиков, заявив буквально следующее: «А те, кто об этом мечтал, наслаждайтесь. Можете нас материть, костерить — наверное, будете правы».
В сентябре 2021 года Дзюба отказался играть за сборную России в октябрьских матчах отборочного турнира чемпионата мира 2022. Он объяснил это тем, что пока не набрал желаемую форму и не хочет занимать чьё-то место. 
13 марта 2025 года Дзюба впервые с июня 2021 попал в окончательный состав сборной на товарищеские матчи со сборными Гренады и Замбии. 19 марта 2025 года на 43-й минуте забил свой 31-й гол за сборную в матче с Гренадой, обойдя Александра Кержакова и единолично став лучшим бомбардиром в истории сборной России. Также Артём стал самым возрастным игроком, забивавшим за сборную.

## Личная жизнь
Жена Кристина, свадьба состоялась в 2012 году. Сыновья Никита (род. 24 апреля 2013), Максим (род. 25 февраля 2016), Александр (род. 15 мая 2021).
В 2015 году был замечен в компании телеведущей Марии Орзул. Дзюба сказал об этом эпизоде: «Это был большой урок для меня. Пожалуй, даже хорошо, что это произошло. Иначе взглянул на всё. Ценности пересмотрел. Осознал, что я могу потерять, что не стоит даже задумываться о таком. Мне было очень стыдно перед своей женой. А на всё остальное наплевать. Весь мир — не так важен. Главное, чтобы этот человек меня услышал. И она меня услышала. Нам удалось всё сохранить».
В ноябре 2020 года широкий резонанс (в том числе в СМИ разных стран) получил факт публикации в интернете интимного видео с участием Дзюбы, где он мастурбировал на видеокамеру, что привело к его невызову на ближайшие три матча сборной России.
Взгляды
В мае 2022 года поддержал вторжение России на Украину, заявив, что «я полностью за своего президента, за Путина, прям полностью, даже это не скрываю».
Вне футбола
- В 2016 году вместе с Алексеем и Василием Березуцкими, Игорем Акинфеевым, Олегом Ивановым и Леонидом Слуцким принял участие в интеллектуальной телевизионной игре «Что? Где? Когда?», где команда футболистов победила телезрителей со счётом 6:4[111].
- В 2021 году снялся в выпуске телепередачи «Вечерний Ургант»[112].
- В 2022 году стал гостем шоу «Плюшки»[113].
- В 2023 году вместе с Леонидом Слуцким вёл шоу «Ну, так нельзя» на YouTube[114].
- В 2024 году сыграл самого себя в третьем сезоне сериала «Бедный олигарх»[115].

## Статистика выступлений

### Клубная
| Выступление        | Выступление      | Выступление      | Лига | Лига | Кубок | Кубок | Еврокубки | Еврокубки | Суперкубок | Суперкубок | Итого | Итого |
| Клуб               | Лига             | Сезон            | Игры | Голы | Игры  | Голы  | Игры      | Голы      | Игры       | Голы       | Игры  | Голы  |
| ------------------ | ---------------- | ---------------- | ---- | ---- | ----- | ----- | --------- | --------- | ---------- | ---------- | ----- | ----- |
| Спартак (Москва)   | Премьер-лига     | 2006             | 5    | 0    | 2     | 0     | 1         | 0         | 0          | 0          | 8     | 0     |
| Спартак (Москва)   | Премьер-лига     | 2007             | 16   | 1    | 4     | 2     | 6         | 2         | 1          | 0          | 27    | 5     |
| Спартак (Москва)   | Премьер-лига     | 2008             | 16   | 1    | 1     | 2     | 5         | 3         | —          | —          | 22    | 6     |
| Спартак (Москва)   | Премьер-лига     | 2009             | 8    | 2    | 1     | 0     | —         | —         | —          | —          | 9     | 2     |
| Спартак (Москва)   | Премьер-лига     | 2010             | 2    | 0    | 0     | 0     | 0         | 0         | —          | —          | 2     | 0     |
| Спартак (Москва)   | Премьер-лига     | 2011/12          | 41   | 11   | 3     | 1     | 8         | 2         | —          | —          | 52    | 14    |
| Спартак (Москва)   | Премьер-лига     | 2012/13          | 25   | 4    | 1     | 0     | 6         | 0         | —          | —          | 32    | 4     |
| Спартак (Москва)   | Премьер-лига     | 2014/15          | 13   | 7    | 1     | 0     | —         | —         | —          | —          | 14    | 7     |
| Спартак (Москва)   | Итого            | Итого            | 126  | 26   | 13    | 5     | 26        | 7         | 1          | 0          | 166   | 38    |
| → Томь             | Премьер-лига     | 2009             | 10   | 3    | 0     | 0     | —         | —         | —          | —          | 10    | 3     |
| → Томь             | Премьер-лига     | 2010             | 24   | 10   | 1     | 1     | —         | —         | —          | —          | 25    | 11    |
| → Томь             | Итого            | Итого            | 34   | 13   | 1     | 1     | 0         | 0         | 0          | 0          | 35    | 14    |
| → Ростов           | Премьер-лига     | 2013/14          | 28   | 17   | 3     | 2     | —         | —         | —          | —          | 31    | 19    |
| → Ростов           | Премьер-лига     | 2014/15          | 11   | 1    | 0     | 0     | 0         | 0         | 0          | 0          | 11    | 1     |
| → Ростов           | Итого            | Итого            | 39   | 18   | 3     | 2     | 0         | 0         | 0          | 0          | 42    | 20    |
| Зенит (СПб)        | Премьер-лига     | 2015/16          | 30   | 15   | 5     | 2     | 8         | 6         | 1          | 0          | 44    | 23    |
| Зенит (СПб)        | Премьер-лига     | 2016/17          | 26   | 13   | 1     | 0     | 6         | 1         | 1          | 0          | 34    | 14    |
| Зенит (СПб)        | Премьер-лига     | 2017/18          | 15   | 1    | 1     | 0     | 8         | 1         | —          | —          | 24    | 2     |
| Зенит (СПб)        | Премьер-лига     | 2018/19          | 27   | 8    | 1     | 0     | 9         | 5         | —          | —          | 37    | 13    |
| Зенит (СПб)        | Премьер-лига     | 2019/20          | 28   | 17   | 2     | 2     | 6         | 2         | 1          | 0          | 37    | 21    |
| Зенит (СПб)        | Премьер-лига     | 2020/21          | 27   | 20   | 1     | 0     | 5         | 1         | 1          | 1          | 34    | 22    |
| Зенит (СПб)        | Премьер-лига     | 2021/22          | 28   | 11   | 2     | 1     | 8         | 1         | 1          | 0          | 39    | 13    |
| Зенит (СПб)        | Итого            | Итого            | 181  | 85   | 13    | 5     | 50        | 17        | 5          | 1          | 249   | 108   |
| → Арсенал (Тула)   | Премьер-лига     | 2017/18          | 10   | 6    | 0     | 0     | —         | —         | —          | —          | 10    | 6     |
| → Арсенал (Тула)   | Итого            | Итого            | 10   | 6    | 0     | 0     | 0         | 0         | 0          | 0          | 10    | 6     |
| Адана Демирспор    | Суперлига        | 2022/23          | 4    | 1    | 1     | 0     | —         | —         | —          | —          | 5     | 1     |
| Адана Демирспор    | Итого            | Итого            | 4    | 1    | 1     | 0     | 0         | 0         | 0          | 0          | 5     | 1     |
| Локомотив (Москва) | Премьер-лига     | 2022/23          | 11   | 8    | 2     | 0     | —         | —         | —          | —          | 13    | 8     |
| Локомотив (Москва) | Премьер-лига     | 2023/24          | 21   | 4    | 5     | 0     | —         | —         | —          | —          | 26    | 4     |
| Локомотив (Москва) | Итого            | Итого            | 32   | 12   | 7     | 0     | 0         | 0         | 0          | 0          | 39    | 12    |
| Акрон              | Премьер-лига     | 2024/25          | 22   | 9    | 2     | 1     | —         | —         | —          | —          | 24    | 10    |
| Акрон              | Премьер-лига     | 2025/26          | 4    | 2    | 0     | 0     | —         | —         | —          | —          | 4     | 2     |
| Акрон              | Итого            | Итого            | 26   | 11   | 2     | 1     | 0         | 0         | 0          | 0          | 28    | 12    |
| Всего за карьеру   | Всего за карьеру | Всего за карьеру | 452  | 172  | 40    | 14    | 76        | 24        | 6          | 1          | 574   | 211   |

### Хет-трики Дзюбы
| Список хет-триков Дзюбы | Список хет-триков Дзюбы | Список хет-триков Дзюбы | Список хет-триков Дзюбы | Список хет-триков Дзюбы | Список хет-триков Дзюбы                 | Список хет-триков Дзюбы |
| №                       | Дата                    | Соперник                | Счёт                    | Голы                    | Соревнование                            |                         |
| ----------------------- | ----------------------- | ----------------------- | ----------------------- | ----------------------- | --------------------------------------- | ----------------------- |
| 1                       | 27 июля 2013            | Томь                    | 3:3 (д)                 | 3                       | Чемпионат России 2013/2014              |                         |
| 2                       | 8 сентября 2015         | Лихтенштейн             | 7:0 (г)                 | 4                       | Отборочные матчи чемпионата Европы 2016 |                         |
| 3                       | 16 августа 2018         | Динамо (Минск)          | 8:1 (д.в.) (д)          | 3                       | Лига Европы УЕФА 2018/2019              |                         |
| 4                       | 8 июня 2019             | Сан-Марино              | 9:0 (д)                 | 4                       | Отборочные матчи чемпионата Европы 2020 |                         |
| 5                       | 19 октября 2019         | Ростов                  | 6:1 (д)                 | 3                       | Чемпионат России 2019/2020              |                         |
| 6                       | 26 сентября 2020        | Уфа                     | 6:0 (д)                 | 3                       | Чемпионат России 2020/2021              |                         |
| 7                       | 16 мая 2021             | Тамбов                  | 5:1 (г)                 | 4                       | Чемпионат России 2020/2021              |                         |
| 8                       | 19 ноября 2021          | Нижний Новгород         | 5:1 (д)                 | 3                       | Чемпионат России 2021/2022              |                         |
| 9                       | 4 марта 2023            | Ростов                  | 3:1 (г)                 | 3                       | Чемпионат России 2022/2023              |                         |

Итого: 6 хет-триков, 3 «покера». «Ростов» — 1 , «Зенит» — 4, «Локомотив» — 1 (Премьер-лига);
«Зенит» — 1 (Лига Европы); сборная России — 2.

### В сборной
| Россия | Россия | Россия |
| Год    | Игры   | Голы   |
| ------ | ------ | ------ |
| 2011   | 1      | 0      |
| 2012   | 1      | 0      |
| 2013   | 1      | 0      |
| 2014   | 5      | 2      |
| 2015   | 7      | 6      |
| 2016   | 7      | 3      |
| 2018   | 10     | 4      |
| 2019   | 10     | 9      |
| 2020   | 5      | 2      |
| 2021   | 8      | 4      |
| 2025   | 1      | 1      |
| Всего  | 56     | 31     |

| Матчи и голы Артёма Дзюбы за сборную России | Матчи и голы Артёма Дзюбы за сборную России | Матчи и голы Артёма Дзюбы за сборную России | Матчи и голы Артёма Дзюбы за сборную России | Матчи и голы Артёма Дзюбы за сборную России | Матчи и голы Артёма Дзюбы за сборную России | Матчи и голы Артёма Дзюбы за сборную России | Матчи и голы Артёма Дзюбы за сборную России | Матчи и голы Артёма Дзюбы за сборную России |
| №                                           | Место проведения                            | Дата                                        | Соперник                                    | Счёт                                        | Голы                                        | Замены                                      | Номер                                       | Соревнование                                |
| ------------------------------------------- | ------------------------------------------- | ------------------------------------------- | ------------------------------------------- | ------------------------------------------- | ------------------------------------------- | ------------------------------------------- | ------------------------------------------- | ------------------------------------------- |
| 1                                           | Караискакис, Пирей                          | 11 ноября 2011                              | Греция                                      | 1:1                                         | —                                           | 46'                                         | 9                                           | Товарищеский матч                           |
| 2                                           | Кубань, Краснодар                           | 14 ноября 2012                              | США                                         | 2:2                                         | —                                           | 65'                                         | 17                                          | Товарищеский матч                           |
| 3                                           | Уиндзор Парк, Белфаст                       | 14 августа 2013                             | Северная Ирландия                           | 0:1                                         | —                                           | 46'                                         | 9                                           | Отборочные матчи ЧМ-2014                    |
| 4                                           | Арена Химки, Химки                          | 8 сентября 2014                             | Лихтенштейн                                 | 4:0                                         | 65'                                         | 46'                                         | 22                                          | Отборочные матчи ЧЕ-2016                    |
| 5                                           | Френдс Арена, Стокгольм                     | 9 октября 2014                              | Швеция                                      | 1:1                                         | —                                           | —                                           | 22                                          | Отборочные матчи ЧЕ-2016                    |
| 6                                           | Открытие Арена, Москва                      | 12 октября 2014                             | Молдова                                     | 1:1                                         | 73'                                         | —                                           | 22                                          | Отборочные матчи ЧЕ-2016                    |
| 7                                           | Эрнст Хаппель, Вена                         | 15 ноября 2014                              | Австрия                                     | 0:1                                         | —                                           | 75'                                         | 22                                          | Отборочные матчи ЧЕ-2016                    |
| 8                                           | Группама, Будапешт                          | 18 ноября 2014                              | Венгрия                                     | 2:1                                         | —                                           | 63'                                         | 22                                          | Товарищеский матч                           |
| 9                                           | Арена Химки, Химки                          | 31 марта 2015                               | Казахстан                                   | 0:0                                         | —                                           | 46'                                         | 22                                          | Товарищеский матч                           |
| 10                                          | Открытие Арена, Москва                      | 5 сентября 2015                             | Швеция                                      | 1:0                                         | 38'                                         | 79'                                         | 22                                          | Отборочные матчи ЧЕ-2016                    |
| 11                                          | Райнпарк, Вадуц                             | 8 сентября 2015                             | Лихтенштейн                                 | 7:0                                         | 21', 45', 73', 90'                          | —                                           | 22                                          | Отборочные матчи ЧЕ-2016                    |
| 12                                          | Зимбру, Кишинёв                             | 9 октября 2015                              | Молдова                                     | 2:1                                         | 79'                                         | 88'                                         | 22                                          | Отборочные матчи ЧЕ-2016                    |
| 13                                          | Открытие Арена, Москва                      | 12 октября 2015                             | Черногория                                  | 2:0                                         | —                                           | 84'                                         | 22                                          | Отборочные матчи ЧЕ-2016                    |
| 14                                          | Кубань, Краснодар                           | 14 ноября 2015                              | Португалия                                  | 1:0                                         | —                                           | —                                           | 22                                          | Товарищеский матч                           |
| 15                                          | Олимп-2, Ростов-на-Дону                     | 17 ноября 2015                              | Хорватия                                    | 1:3                                         | —                                           | 70'                                         | 22                                          | Товарищеский матч                           |
| 16                                          | Стад-де-Франс, Париж                        | 29 марта 2016                               | Франция                                     | 2:4                                         | —                                           |                                             | 22                                          | Товарищеский матч                           |
| 17                                          | Тиволи-Ной, Инсбрук                         | 2 июня 2016                                 | Чехия                                       | 1:2                                         | —                                           | 45'                                         | 22                                          | Товарищеский матч                           |
| 18                                          | Луи 2, Монако                               | 5 июня 2016                                 | Сербия                                      | 1:1                                         | 85'                                         |                                             | 22                                          | Товарищеский матч                           |
| 19                                          | Велодром, Марсель                           | 11 июня 2016                                | Англия                                      | 1:1                                         |                                             |                                             | 22                                          | Финальные матчи ЧЕ-2016                     |
| 20                                          | Пьер Моруа, Вильнёв-д’Аск                   | 15 июня 2016                                | Словакия                                    | 1:2                                         |                                             |                                             | 22                                          | Финальные матчи ЧЕ-2016                     |
| 21                                          | Стадион Тулузы, Тулуза                      | 20 июня 2016                                | Уэльс                                       | 0:3                                         |                                             |                                             | 22                                          | Финальные матчи ЧЕ-2016                     |
| 22                                          | Краснодар, Краснодар                        | 9 октября 2016                              | Коста-Рика                                  | 3:4                                         | 48', 61'                                    | 89'                                         | 22                                          | Товарищеский матч                           |
| 23                                          | Тиволи-Ной, Инсбрук                         | 30 мая 2018                                 | Австрия                                     | 0:1                                         |                                             | 72'                                         | 22                                          | Товарищеский матч                           |
| 24                                          | Лужники, Москва                             | 14 июня 2018                                | Саудовская Аравия                           | 5:0                                         | 71'                                         | 70'                                         | 22                                          | Финальные матчи ЧМ-2018                     |
| 25                                          | Газпром Арена, Санкт-Петербург              | 19 июня 2018                                | Египет                                      | 3:1                                         | 62'                                         | 79'                                         | 22                                          | Финальные матчи ЧМ-2018                     |
| 26                                          | Самара Арена, Самара                        | 25 июня 2018                                | Уругвай                                     | 0:3                                         |                                             |                                             | 22                                          | Финальные матчи ЧМ-2018                     |
| 27                                          | Лужники, Москва                             | 1 июля 2018                                 | Испания                                     | 1:1(4:3 пен.)                               | 41' — пен.                                  | 65'                                         | 22                                          | Финальные матчи ЧМ-2018                     |
| 28                                          | Фишт, Сочи                                  | 7 июля 2018                                 | Хорватия                                    | 2:2(3:4 пен.)                               |                                             | 79'                                         | 22                                          | Финальные матчи ЧМ-2018                     |
| 29                                          | Шенол Гюнеш, Трабзон                        | 7 сентября 2018                             | Турция                                      | 2:1                                         | 49'                                         |                                             | 22                                          | Лига наций УЕФА 2018/19                     |
| 30                                          | Калининград, Калининград                    | 11 октября 2018                             | Швеция                                      | 0:0                                         |                                             |                                             | 22                                          | Лига наций УЕФА 2018/19                     |
| 31                                          | Фишт, Сочи                                  | 14 октября 2018                             | Турция                                      | 2:0                                         |                                             |                                             | 22                                          | Лига наций УЕФА 2018/19                     |
| 32                                          | Френдс Арена, Стокгольм                     | 20 ноября 2018                              | Швеция                                      | 0:2                                         |                                             |                                             | 22                                          | Лига наций УЕФА 2018/19                     |
| 33                                          | Стадион короля Бодуэна, Брюссель            | 21 марта 2019                               | Бельгия                                     | 1:3                                         |                                             | 75'                                         | 22                                          | Отборочные матчи ЧЕ-2020                    |
| 34                                          | Астана Арена, Нур-Султан                    | 24 марта 2019                               | Казахстан                                   | 4:0                                         | 52'                                         | 82'                                         | 22                                          | Отборочные матчи ЧЕ-2020                    |
| 35                                          | Мордовия Арена, Саранск                     | 8 июня 2019                                 | Сан-Марино                                  | 9:0                                         | 31' — пен., 73', 76', 88'                   |                                             | 22                                          | Отборочные матчи ЧЕ-2020                    |
| 36                                          | Нижний Новгород, Нижний Новгород            | 11 июня 2019                                | Кипр                                        | 1:0                                         |                                             |                                             | 22                                          | Отборочные матчи ЧЕ-2020                    |
| 37                                          | Хэмпден Парк, Глазго                        | 6 сентября 2019                             | Шотландия                                   | 2:1                                         | 40'                                         |                                             | 22                                          | Отборочные матчи ЧЕ-2020                    |
| 38                                          | Калининград, Калининград                    | 9 сентября 2019                             | Казахстан                                   | 1:0                                         |                                             |                                             | 22                                          | Отборочные матчи ЧЕ-2020                    |
| 39                                          | Лужники, Москва                             | 10 октября 2019                             | Шотландия                                   | 4:0                                         | 57', 70'                                    | 87'                                         | 22                                          | Отборочные матчи ЧЕ-2020                    |
| 40                                          | ГСП, Никосия                                | 13 октября 2019                             | Кипр                                        | 5:0                                         | 79'                                         |                                             | 22                                          | Отборочные матчи ЧЕ-2020                    |
| 41                                          | Газпром Арена, Санкт-Петербург              | 16 ноября 2019                              | Бельгия                                     | 1:4                                         |                                             | 81'                                         | 22                                          | Отборочные матчи ЧЕ-2020                    |
| 42                                          | Олимпийский стадион, Серравалле             | 19 ноября 2019                              | Сан-Марино                                  | 5:0                                         |                                             |                                             | 22                                          | Отборочные матчи ЧЕ-2020                    |
| 43                                          | ВТБ Арена, Москва                           | 3 сентября 2020                             | Сербия                                      | 3:1                                         | 48' — пен., 81'                             |                                             | 22                                          | Лига наций УЕФА 2020/21                     |
| 44                                          | Ференц Пушкаш, Будапешт                     | 6 сентября 2020                             | Венгрия                                     | 3:2                                         |                                             |                                             | 22                                          | Лига наций УЕФА 2020/21                     |
| 45                                          | ВЭБ Арена, Москва                           | 8 октября 2020                              | Швеция                                      | 1:2                                         | —                                           | 46'                                         | 22                                          | Товарищеский матч                           |
| 46                                          | ВТБ Арена, Москва                           | 11 октября 2020                             | Турция                                      | 1:1                                         | —                                           |                                             | 22                                          | Лига наций УЕФА 2020/21                     |
| 47                                          | ВТБ Арена, Москва                           | 14 октября 2020                             | Венгрия                                     | 0:0                                         | —                                           |                                             | 22                                          | Лига наций УЕФА 2020/21                     |
| 48                                          | Национальный стадион, Та-Кали               | 24 марта 2021                               | Мальта                                      | 3:1                                         | 23'                                         | 83'                                         | 22                                          | Отборочные матчи ЧМ-2022                    |
| 49                                          | Фишт, Сочи                                  | 27 марта 2021                               | Словения                                    | 2:1                                         | 26', 35'                                    | 86'                                         | 22                                          | Отборочные матчи ЧМ-2022                    |
| 50                                          | Антон Малатинский, Трнава                   | 30 марта 2021                               | Словакия                                    | 1:2                                         | —                                           | —                                           | 22                                          | Отборочные матчи ЧМ-2022                    |
| 51                                          | Мейски, Вроцлав                             | 1 июня 2021                                 | Польша                                      | 1:1                                         | —                                           | 67'                                         | 22                                          | Товарищеский матч                           |
| 52                                          | ВТБ Арена, Москва                           | 5 июня 2021                                 | Болгария                                    | 1:0                                         | —                                           | 58'                                         | 22                                          | Товарищеский матч                           |
| 53                                          | Газпром Арена, Санкт-Петербург              | 12 июня 2021                                | Бельгия                                     | 0:3                                         | —                                           | —                                           | 22                                          | Финальные матчи ЧЕ-2020                     |
| 54                                          | Газпром Арена, Санкт-Петербург              | 16 июня 2021                                | Финляндия                                   | 1:0                                         | —                                           | 85'                                         | 22                                          | Финальные матчи ЧЕ-2020                     |
| 55                                          | Паркен, Копенгаген                          | 21 июня 2021                                | Дания                                       | 1:4                                         | 70' — пен.                                  | —                                           | 22                                          | Финальные матчи ЧЕ-2020                     |
| 56                                          | ВТБ Арена, Москва                           | 19 марта 2025                               | Гренада                                     | 5:0                                         | 43'                                         | 66'                                         | 22                                          | Товарищеский матч                           |

Итого: 56 матчей / 31 гол; 27 побед, 13 ничьих, 16 поражений.

## Достижения

### Командные
«Спартак»
- Серебряный призёр чемпионата России (3): 2006, 2007, 2011/12

«Ростов»
- Обладатель Кубка России: 2013/14

«Зенит»
- Чемпион России (4): 2018/19, 2019/20, 2020/21, 2021/22
- Обладатель Кубка России (2): 2015/16, 2019/20
- Обладатель Суперкубка России (4): 2015, 2016, 2020, 2021
- Бронзовый призёр чемпионата России (2): 2015/16, 2016/17

### Личные
- Почётная грамота Президента Российской Федерации (27 июля 2018 года) — за большой вклад в развитие отечественного футбола и высокие спортивные достижения[116]
- Заслуженный мастер спорта России (2018).
- Лучший бомбардир в истории российского футбола (240 голов)[6].
- Лучший бомбардир чемпионата России: 2019/20 (17 голов), 2020/21 (20 голов)
- Лучший ассистент чемпионата России (2): 2018/19 (10 передач[117]; 11 после пересчёта[118]), 2019/20 (13 передач; 12 после пересчёта[118])
- Лучший бомбардир в истории чемпионатов России по футболу (171)[119]
- Лучший игрок в истории чемпионатов России по системе «гол+пас»: 276 очков (171+105)[120] или 259 очков (171+88)[121]
- Член Клуба Григория Федотова (2016 год).
- Лидер (с 2025) Клуба 100 российских бомбардиров (член с 2016).
- Член Клуба Игоря Нетто (2021 год).
- Спортсмен года по версии «Премии РБ» (2021 год)[122].
- В списке 33 лучших футболистов чемпионата России (10): № 1 — 2016/17, 2018/19, 2019/20, 2020/21, № 2 — 2013/14, 2015/16, 2017/18; № 3 — 2010, 2021/22, 2022/23
- Лучший футболист 2018 года по версии РФС[123].
- Футболист года в России по версии еженедельника «Футбол» (2018).
- Лучший футболист сезона чемпионата России по версии РПЛ: 2019/20[124]
- Лучший футболист чемпионата по версии «Спорт-Экспресса» (2): 2019, 2020
- Лучший футболист года по версии «Спорт-Экспресса», РФС и РПЛ (2): 2018, 2019
- Лучший футболист месяца чемпионата России (9) — июль 2013, август 2014, июль 2015, август 2018, апрель 2019, октябрь 2019, сентябрь 2020, сентябрь 2021, март 2023
- Награда «Малый Золотой кабан» от болельщиков ФК «Спартак»: 2006
- Лучший игрок ФК «Ростов» по версии сайта фанатов ФК «Ростсельмаш»: 2013/14[125]
- «Футбольный джентльмен года в России» (2015).
- Вошёл в топ-10 самых популярных людей 2018 года по версии «Яндекса»[126].